# William Tchuameni
William Tchuameni Kouemo (født 25. december 1996) om en camerounsk professionel fodboldspiller, der spiller som angriber for den danske Superligaklub SønderjyskE. 